# Argentina Sorgo Films presenta: Spinetta Obras
Argentina Sorgo Films presenta: Obras en vivo es el segundo álbum en vivo de Luis Alberto Spinetta solista, grabado a fines del año 2001 en el estadio Obras Sanitarias para presentar el álbum Silver Sorgo (2001). El audio incluido en este CD, es tan solo una pequeña porción de lo que fue el recital original en Obras, de casi 3 horas de duración (entre clásicos y los temas nuevos de Silver Sorgo). La señal de televisión Canal (á) transmitió el concierto, pero de igual manera, solo televisó los temas que figuran en el disco, además de incluir Tonta luz, El enemigo, Ana no duerme (en una versión más completa de 7 minutos) y Good night (original de The Beatles), hecha a dúo con la corista Graciela Cosceri. El recital estaba planeado para el 21 de diciembre de dicho año. Pero por el caos desatado en la economía argentina, que terminó con el gobierno de Fernando de la Rúa, obligó a que el concierto sea cambiado de fecha. Asimismo, incluyó un homenaje a George Harrison, a tan solo un mes de su muerte.

## Lista de temas
Todos los temas pertenecen a Spinetta excepto Don't Bother Me de Harrison
1. No te busques ya en el umbral
2. Ekathe 1
3. Don’t bother me
4. El mar es de llanto
5. Mi sueño de hoy
6. ¿No ves que ya no somos chiquitos?
7. Al ver, verás
8. Sagrado tesoro
9. Perdido en ti
10. La verdad de las grullas
11. Ana no duerme

Bonus:
1. Tonta luz (remix)
2. El enemigo (videoclip)
3. Tonta luz (videoclip)

## Músicos
- Daniel Wirtz: Batería
- Javier Malosetti: Bajo
- Martín García Reinoso: Guitarra
- Claudio Cardone: Piano y teclados
- Mono Fontana: Teclados en 6 y 7
- Rafael Arcaute: Teclados
- Graciela Cósceri: Coros
- Pricky Pricolo: Percusión
- Dante Spinetta: Guitarra en 11
- Spinetta: Guitarra y voz
- Grupo Invitado: Geo Ramma

## Video-Clips
El CD original contaba con dos bonus de animación flash, que eran los videoclips de El enemigo y Tonta luz. También, como promoción de este disco, está el videoclip en vivo de Ana no duerme.
- Datos: Q5703634